# Tri-City (Oregon)
Tri-City is een plaats (census-designated place) in de Amerikaanse staat Oregon, en valt bestuurlijk gezien onder Douglas County.

## Demografie
Bij de volkstelling in 2000 werd het aantal inwoners vastgesteld op 3519.

## Geografie
Volgens het United States Census Bureau beslaat de plaats een oppervlakte van 19,6 km², geheel bestaande uit land.

## Plaatsen in de nabije omgeving
De onderstaande figuur toont nabijgelegen plaatsen in een straal van 20 km rond Tri-City.